# ويليام بي بروكس
ويليام بي بروكس (بالإنجليزية: William P. Brooks)‏ هو عالم نبات أمريكي، ولد في 19 نوفمبر 1851 في Scituate, Massachusetts ‏ في الولايات المتحدة، وتوفي في 8 مارس 1938 في أميرست في الولايات المتحدة.